# Maximilian Colt
Maximilian Colt (alias Maximilian Coult), mort après 1641, est un sculpteur flamand installé en Angleterre qui devient le maître sculpteur du roi.

## Biographie
Maximilian Colt est un calviniste, né à Arras apparemment sous le nom de Maximilian Poultrain. Il s'installe en Angleterre dans les dernières années du règne de la reine Elizabeth I. Il vit à Londres, à Bartholomew Close ( Smithfield ). Lorsque le roi Jacques Ier accède au trône d'Angleterre, Maximilian Colt est chargé de réaliser un monument somptueux à la mémoire de la reine Elizabeth. Ce monument est suit de monuments plus petits à la mémoire des filles de Jacques, les princesses Mary et Sophia. Tous les trois peuvent être vus à l'abbaye de Westminster.
Le 28 juillet 1608, il est nommé Master Carver du roi. Il est employé à la décoration de plusieurs barges royales en 1621 . Les sculptures sont peintes par John de Critz et détaillées dans sa facture.
En 1625, Maximilian Colt fournit une effigie en bois du roi Jacques, destinée à être utilisée lors de sa cérémonie funéraire, avec des membres articulés, qui seront habillés avec les vêtements du roi et posés dans un catafalque conçu par Inigo Jones .
Il réalise également de beaux monuments funéraires pour de nombreux membres de la noblesse et de la gentry anglaises, par exemple Robert Cecil, comte de Salisbury à Bishop's Hatfield dans le Hertfordshire, dont il décore également la maison attenante, et la comtesse de Derby à Harefield dans le Middlesex. Pour des mécènes écossais, il conçoit la tombe du vicomte Stormont à Scone Palace et George Home à Dunbar .
Maximilian Colt est brièvement emprisonné dans la prison de la Fleet, à la fin de sa vie.
Il n'est pas l'architecte du Wadham College d'Oxford, comme on l'affirme parfois, c'est Sir Thomas Holt d'York.

### Famille
De sa femme, Susan, Maximilian Colt a au moins deux fils, John (également sculpteur) et Alexander, et une fille qui est meurt en bas âge.